# Vall dels Alcalans

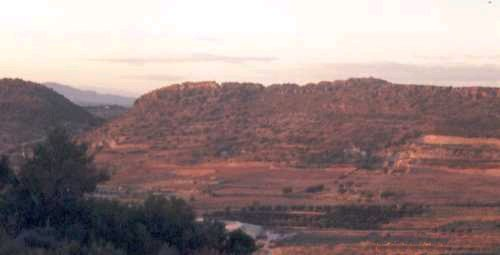
Serra del Castellet

La Vall dels Alcalans és una comarca històrica del País Valencià que actualment està integrada en la comarca de la Ribera Alta. En formaven part els municipis actuals d'Alfarb, Catadau, Llombai, Montroi, Montserrat, Real de Montroi, i Torís. Apareix en el mapa de comarques d'Emili Beüt Comarques naturals del Regne de València, publicat l'any 1934.